# Квадригат
Квадригат, или квадригатус (лат. Quadrīgātŭs) — римская серебряная монета с III века до н. э. На её аверсе изображена квадрига и внизу отчеканена надпись «Roma».
Монета чеканилась с 241 по 235 год до н. э. Её вес — 6,8 грамма (6 скрупулов). Золотые монеты с аналогичными типами аверса также чеканились примерно в то время, когда было прекращено производство квадригатов (золотых статеров и полустатеров)[уточнить], которые имели тот же тип аверса, что и квадригаты, и реверс, изображающий двух солдат, приносящих присягу перед третьим солдатом, держащим свинью, с надписью «ROMA» внизу. Предполагается, что выбор Януса для этих монет совпал с закрытием дверей Храма Януса, что указывает на отсутствие войны, что было редким случаем. Майкл Кроуфорд, однако, предположил, что голова в форме, скорее всего, представляла Диоскуров, поскольку Янус обычно является зрелой и бородатой фигурой.
Историки Римской эпохи, такие как Ливий и Плутарх, часто ссылаются на ранние монеты, называя их «денариями», но современные нумизматические источники рассматривают их как анонимные римские серебряные монеты, производимые до стандартизации денария незадолго до 211 года до н. э. Название quadrigatus происходит от квадриги с четырьмя лошадьми на реверсе, впервые появившейся на монетах, произведенных для греческих монетных дворов, которые были прототипом для наиболее распространенных рисунков, используемых на римских серебряных монетах в течение следующих 150 лет.
Викториат был поздней серебряной монетой, которая была оценена в половину квадригата (3 скрупула). Своё название он получил потому, что на реверсе изображена Виктория, возложившая венок на трофей.